# Sant Sadurní de Montoriol d'Avall

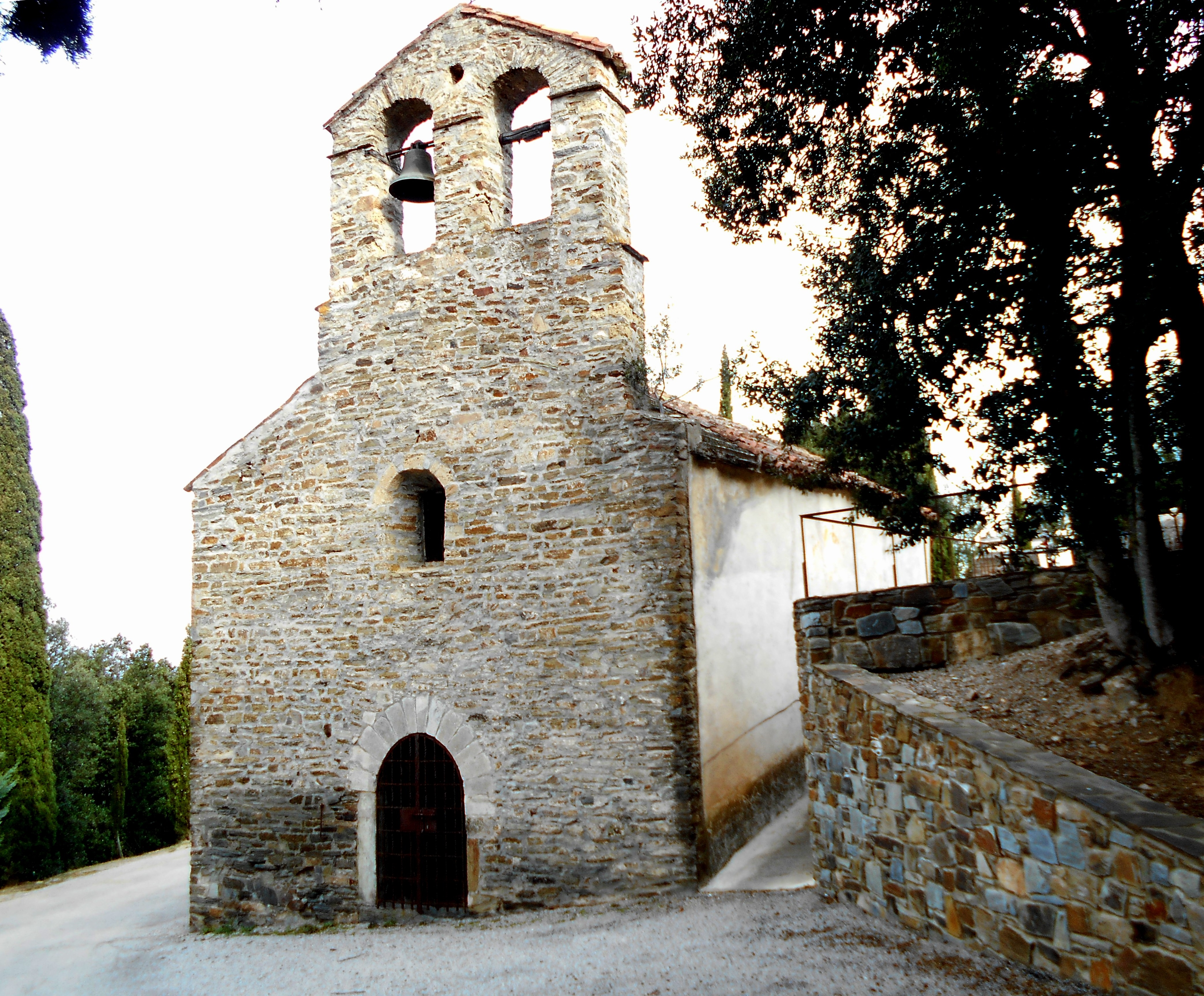
Façana de ponent

Sant Sadurní de Montoriol d'Avall és l'actual església parroquial del poble de Montoriol, a la comarca del Rosselló, de la Catalunya del Nord.
Està situada en el cementiri del poble de Montoriol d'Avall, actual cap de la comuna de Montoriol. El cementiri és damunt i al sud del lloc on es troba aquest petit nucli de població, accessible per una pista que salva els 30 metres d'altitud que hi ha de diferència entre el poble i el cementiri. En aquest cementiri hi ha enterrat el cantant català Jordi Barre.

## Història
Montoriol d'Avall, o villare Salvatichos (967), Monte Aurolo Subteriore sive Salvatichos (1048) és esmentat d'ençà el segle x, data que pot correspondre, aproximadament, a les restes preromàniques conservades en aquesta església. La primera referència de l'església és ja del segle xi, datada el 1074, quan és esmentada en la venda d'un alou dins del seu territori. El 1128 consta com a Sancti Saturnini de Monte Auriolo subteriori.

## L'edifici

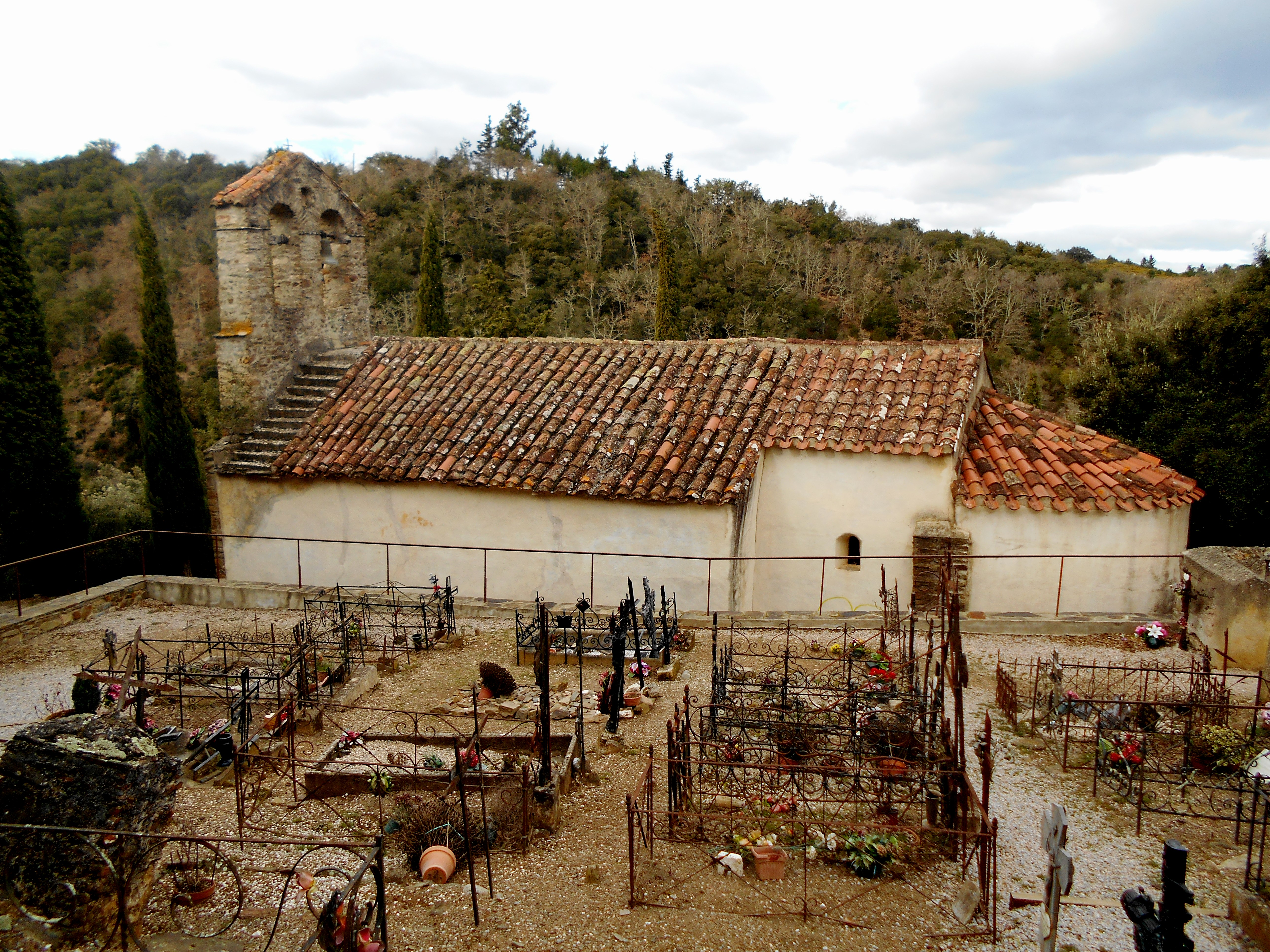
Façana meridional, on s'observa l'absis preromànic i l'absis posterior afegit al costat de llevant

L'edifici primitiu era petit, d'una sola nau estreta, capçada per un absis rectangular lleument trapezoïdal, amb l'eix de l'absis una mica desviat cap al sud. Aquest absis rectangular fou reformat afegint un absis semicircular a llevant, possiblement ja en el segle xii.

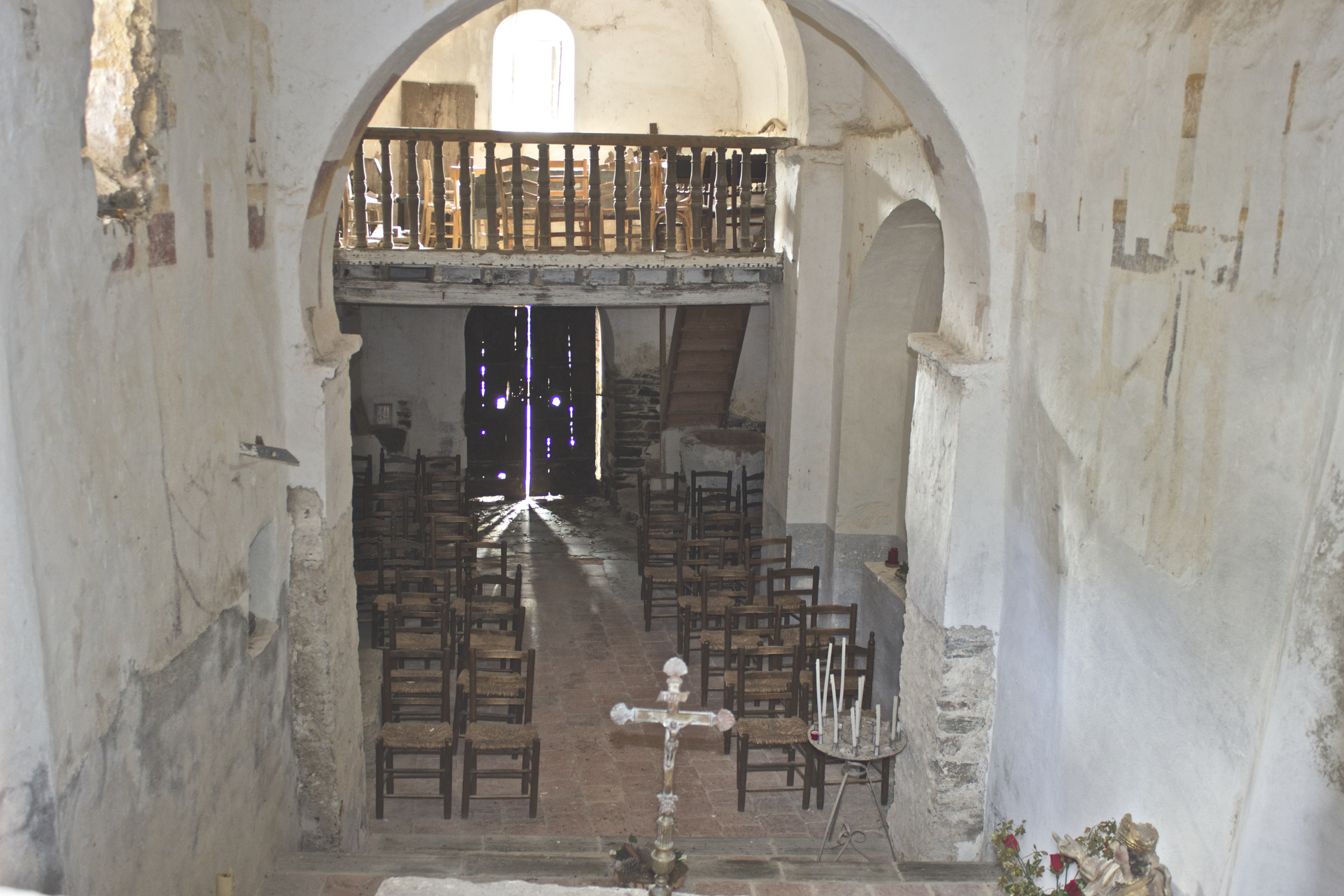
Interior de la nau, des de la capçalera

La nau té volta de canó, amb un arc triomfal ultrapassat a llevant i un arc toral, igualment ultrapassat, a mitja nau. Els arcs ultrapassats tendeixen a arc de ferradura, tot i que no gaire marcat. Tot és cobert d'arrebossats, que amaguen l'estructura original, així com les reformes sofertes al llarg de la història.
A la paret meridional i al centre de l'absis es troben finestres de doble esqueixada amb arcs una mica rebaixats. El conjunt del temple fa pensar en una obra originalment del segle x amb im portants reformes al XII-XIII i encara algunes modificacions posteriors.

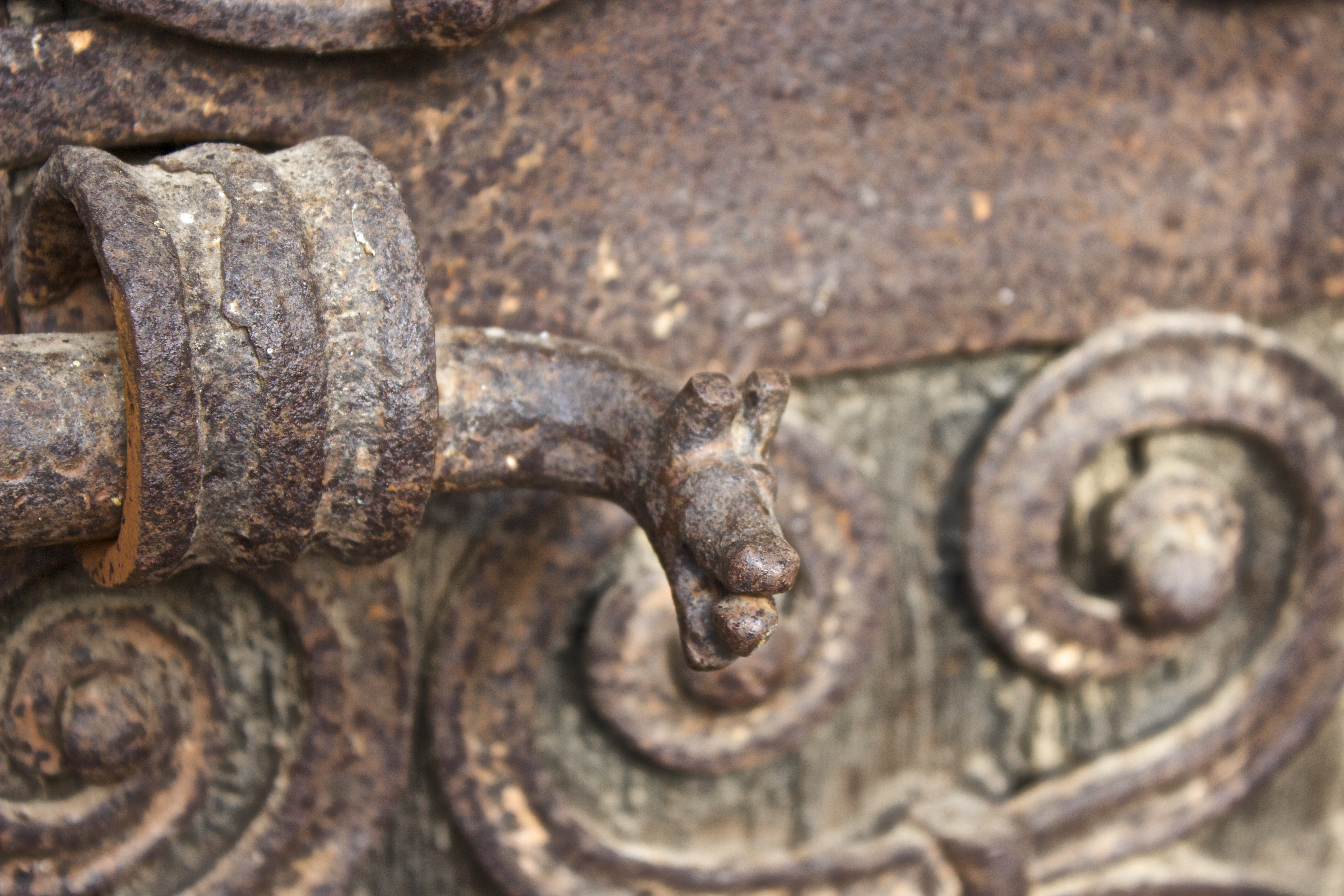
Detall de la ferramenta romànica

L'església conserva dues lipsanoteques d'estuc del segle xii que havien quedat incloses a dins de l'altar del segle xviii. Una de les dues té una inscripció incisa, en molta profunditat, en la qual es llegeix BERNARDUS PBR (Bernat, prevere). Aquest mateix altra amagava també la base de l'altar del segle x, de pedra tallada.
La porta de l'església, encara, conserva diverses ferramentes originals romàniques, amb forrellat.

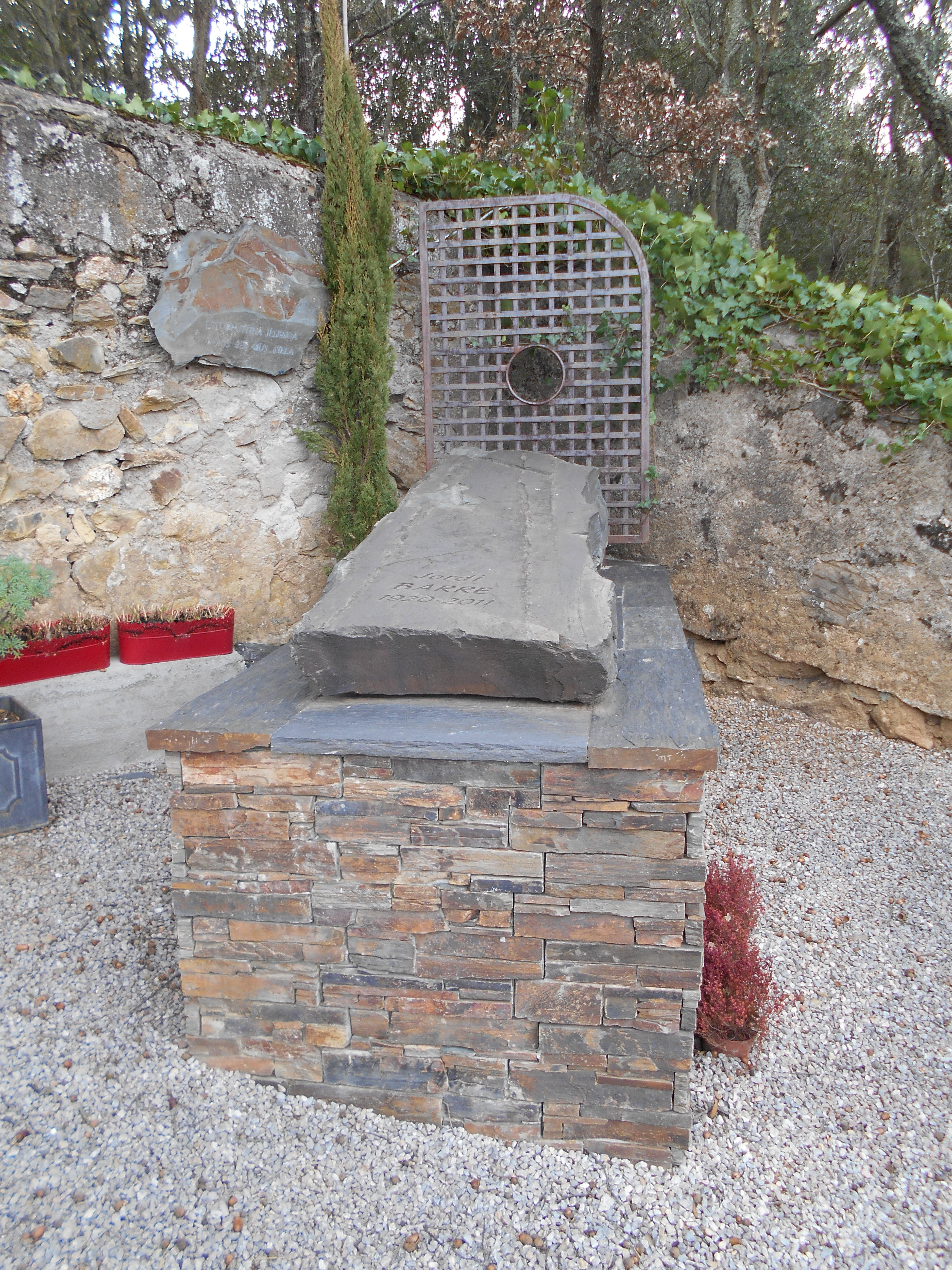
Tomba de Jordi Barre